# Kära Brigitte
Kära Brigitte (originaltitel: Dear Brigitte) är en amerikansk komedi från 1965 med James Stewart och Bill Mumy. Filmen regisserades av Henry Koster.

## Handling
Professor Leaf (James Stewart) är en tankspridd poet som knappt tål den riktiga vetenskapen. Men han inser snart att hans egen son (Bill Mumy) är ett mattegeni utan några större artistiska förmågor.

## Rollista (i urval)
- James Stewart
- Bill Mumy
- Fabian
- Glynis Johns
- Cindy Carol